# Canton de Quérigut
Le canton de Quérigut est une ancienne division administrative française située dans le département de l'Ariège.

## Géographie
Ce canton était organisé autour de Quérigut dans l'arrondissement de Foix. Son altitude variait de 729 m (Rouze) à 2 547 m (Artigues) pour une altitude moyenne de 1 146 m.

## Histoire
Ses limites correspondaient au terroir historique du Donezan, situé en bassin versant de l'Aude, fleuve qui traverse la partie basse du canton.
Les communes qui composaient le canton de Quérigut sont encore aujourd'hui les seules communes de l'Ariège dont les paroisses catholiques ne font pas parties du diocèse de Pamiers, Couserans et Mirepoix mais de celui de Carcassonne et Narbonne.

## Représentation

### Conseillers généraux de 1833 à 2015
| Période | Période           | Identité                        | Étiquette           | Qualité |
| ------- | ----------------- | ------------------------------- | ------------------- | --- |
| 1833    | 1852              | Antoine Pic                     |                     | Avocat, conseiller municipal de Foix                                                                                                |
| 1852    | 1855              | Adolphe Authier                 |                     | Négociant à Ax-les-Thermes |
| 1855    | 1863 (décès)      | Jacques Courrent (1793-1863)    |                     | Propriétaire, négociant, maire de Bélesta                                                                                           |
| 1863    | 1866 (démission)  | Hippolyte Doumenjou (1814-1886) |                     | Avoué à Foix, élu dans le canton de Tarascon-sur-Ariège                                                                             |
| 1867    | 1871              | Jules Pic                       |                     | Propriétaire à Roquefixade Directeur de L'Etendard                                                                                  |
| 1871    | 1890              | Emile-Auguste de Campoussy      | Droite légitimiste  | Médecin à Mijanes |
| 1890    | 1895              | Prosper Soumain                 | Républicain         | Exploitant d'eaux minérales Maire de Rouze, conseiller d'arrondissement                                                             |
| 1895    | 1901              | Auguste Delpech                 | Républicain Radical | Sous-principal de collège (révoqué) Sénateur (1894-1912)                                                                            |
| 1901    | 1902 (annulation) | Gustave Courrent                | Républicain Libéral | Maire de Bélesta |
| 1902    | 1913              | Auguste Delpech                 | Républicain Radical | Sous-principal de collège (révoqué) Sénateur (1894-1912)                                                                            |
| 1913    | 1927 (démission)  | François Laugié                 | Radical             | Maire du Pla, conseiller d'arrondissement                                                                                           |
| 1927    | 1931              | Henri Bompieyre                 | PRS                 | Professeur agrégé à l'Université - Foix                                                                                             |
| 1931    | 1940              | Octave Baby                     | SFIO puis PRS       | Instituteur à Quérigut Nommé conseiller départemental en 1943                                                                       |
|         |                   |                                 |                     | |
| 1945    | 1955 (démission)  | Henri Assaillit                 | SFIO                | Exploitant agricole, maire de Artigues (1945-1955) Sénateur (1948-1955) Président du Conseil Général (1945-1949)                    |
| 1955    | 1958              | Emile Gleize (1920-2005)        | Rad.                | Médecin, Le Pla |
| 1958    | 1979              | Michel Castilla (1899-1988)     | SFIO puis PS        | maire de Quérigut |
| 1979    | 1985              | Robert Naudi                    | PS                  | Principal de collège, maire de Le Pla (1971-1989) Maire de Tarascon-sur-Ariège (1989-2001) Président du Conseil Général (1985-2001) |
| 1985    | 2004              | Auguste Paychenq                | PS                  | Artisan menuisier, maire de Carcanières (1975-2019) Président de la Communauté de communes (2001-2008)                              |
| 2004    | 2015              | Francis Magdalou                | PS                  | Enseignant - maire de Rouze Président de la Communauté de Communes du Donezan                                                       |

### Conseillers d'arrondissement (de 1833 à 1940)
| Période                                  | Période | Identité                 | Étiquette           | Qualité |
| ---------------------------------------- | ------- | ------------------------ | ------------------- | --- |
| 1833                                     | 1836    | M. Uteza                 |                     | Propriétaire à Mijanès                                                                                      |
| 1836                                     | 1848    | M. Espi                  |                     | Maitre de forges à Quérigut                                                                                 |
|                                          |         |                          |                     | |
| 1886                                     | 1890    | Prosper Soumain          | Républicain         | Maire de Rouze                                                                                              |
| 1890                                     | 1913    | François Laugié          | Républicain radical | Maire du Pla, greffier du juge de paix à Quérigut                                                           |
|                                          |         |                          |                     | |
| 1919                                     | 1922    | Emile Tichadou dit Fauré | Radical             | Maire de Quérigut                                                                                           |
| 1922                                     | 19..    | M. Perrin                | Radical             | |
| 19..                                     | 1940    | Abel Pouchayret          | Radical             | |
| 1940                                     |         |                          |                     | Les conseils d'arrondissement ont été suspendus par la loi du 12 octobre 1940 et n'ont jamais été réactivés |
| Les données manquantes sont à compléter. |         |                          |                     | |

## Composition
Le canton de Quérigut regroupait 7 communes et comptait 534 habitants (en 2008 enquête annuelle).
| Nom                  | Code Insee | Intercommunalité      | Population (dernière pop. légale) |
| -------------------- | ---------- | --------------------- | --------------------------------- |
| Quérigut (chef-lieu) | 09239      | CC de la Haute-Ariège | 139 (2014)                        |
| Artigues             | 09020      | CC de la Haute-Ariège | 52 (2014)                         |
| Carcanières          | 09078      | CC de la Haute-Ariège | 80 (2014)                         |
| Mijanès              | 09193      | CC de la Haute-Ariège | 62 (2014)                         |
| Le Pla               | 09230      | CC de la Haute-Ariège | 55 (2014)                         |
| Le Puch              | 09237      | CC de la Haute-Ariège | 34 (2014)                         |
| Rouze                | 09252      | CC de la Haute-Ariège | 85 (2014)                         |

## Démographie
| 1962 | 1968 | 1975 | 1982 | 1990 | 1999 | 2006 | 2011 | 2012 |
| ---- | ---- | ---- | ---- | ---- | ---- | ---- | ---- | ---- |
| 751  | 674  | 525  | 472  | 467  | 465  | 538  | 534  | 536  |